# قشلاق داغلو (خداآفرین)
قشلاق داغلو یکی از روستاهای استان آذربایجان شرقی است که در دهستان گرمادوز شرقی بخش گرمادوز شهرستان خداآفرین واقع شده‌است.